# Ambrosina bassii
Ambrosina bassii är en kallaväxtart som beskrevs av Carl von Linné. Ambrosina bassii ingår i släktet Ambrosina och familjen kallaväxter. Inga underarter finns listade.